# Karwiny

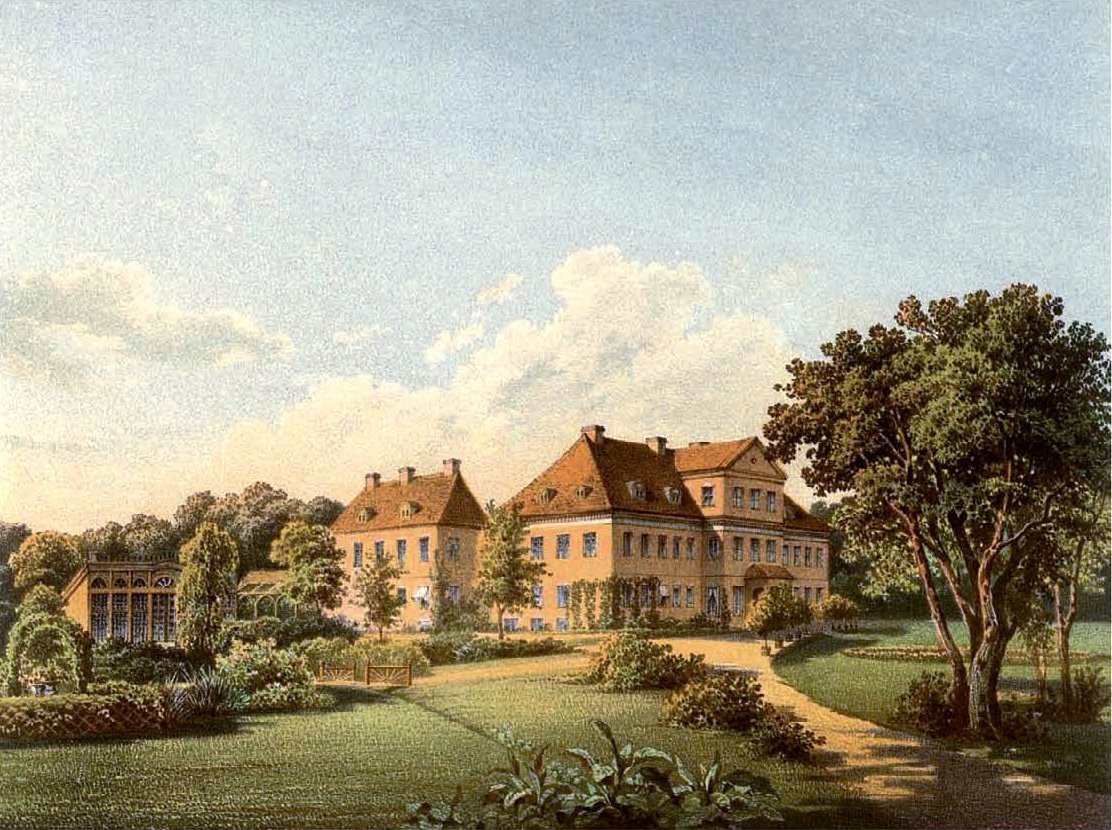
Palace Carwinden around 1860, Edition by Alexander Duncker

Karwiny est un village polonais de la voïvodie de Varmie-Mazurie, dans le powiat de Braniewo.